# Марке
Ма́рке (итал. Marche, от le marche di Ancona «марки, то есть пограничные земли Анконы») — административная область (итал. regione) на адриатическом побережье Италии. Население — 1 522 608 человек (13-е место, оценка 2019 года). Столица — город Анкона.
Эта область обязана своим именем франкам, которые в X веке её называли словом «Марка» (от нем. mark — «область»). Марке включает в себя города и местности с очень непохожей историей и обычаями.

## История
В античные времена эта область была известна как Пицен и в конце III века до н. э. перешла под контроль Рима. После падения Западной Римской империи эти земли подверглись нападениям остготов. После Готских войн (535—554) территория отошла к Византии, войдя в состав Равеннского экзархата. Затем район попал под контроль лангобардов. Были сформированы марки (от древнегерманского слова «марка», которое означает «граница, пограничная территория») Фермо, Камерино и Анкона. Последняя стала административным центром оформившегося региона Марке.
На протяжении многих веков, начиная с 774 года, этот край входил в состав Папской области. В эпоху Возрождения в Марке работали известные представители венецианской школы живописи Карло и Витторе Кривелли.

## География
Область расположена в самом центре адриатического побережья Италии и занимает площадь 9366 км² (15-е место среди областей страны). На севере граничит с Эмилией-Романьей, на северо-западе с Тосканой, на западе с Умбрией, на юге с Абруццо. С востока омывается Адриатическим морем.
Административный центр области — Анкона, международный торговый и туристический порт. В окрестностях города находятся пещеры Фразасси. Самая крупная из них — Абиссо-ди-Анкона. Реки: Азо и другие.

## Современное положение
В сентябре 2024 года регион подвергся наводнениям. Было объявлено чрезвычайное положение. Правительством Италии на ликвидацию последствий наводнений было выделено 4 млн евро.

## Административное деление
Область Марке делится на 5 провинций:
| Провинция       | Население, чел. (2013) | Площадь, км² | Плотность, чел./км² | Число коммун |
| --------------- | ---------------------- | ------------ | ------------------- | ------------ |
| Анкона          | 475 495                | 1940         | 245                 | 49           |
| Асколи-Пичено   | 210 711                | 1228         | 172                 | 33           |
| Фермо           | 175 143                | 860          | 204                 | 40           |
| Мачерата        | 320 418                | 2774         | 116                 | 57           |
| Пезаро-э-Урбино | 363 388                | 2564         | 142                 | 60           |

## Экономика
ВВП Марке составляет 2,6 % от ВВП Италии. Область является одним из важнейших центров судостроения Италии.

## Галерея
- Озеро Фиастра
- Сибиллинские горы
- Ущелье Фурло
- Риф у Сироло
- Рассвет недалеко от деревни Кастеллуччо (Норча)
- Горы возле Камерино
- Вид на гору Ветторе
- Пещеры Фразасси